# مسابقه با ماه
مسابقه با ماه (به انگلیسی؛ Racing with the Moon) یک فیلم سینمایی آمریکایی در ژانر درام محصول سال ۱۹۸۴میلادی که با بازی: شان پن، الیزابت مک گاورن و نیکلاس کیج همراه است. کارگردانی توسط ریچارد بنجامین و توسط استیو کلوووس نوشته شده‌است. امتیاز موسیقی اصلی توسط دیو گروسین ساخته شده‌است.
عنوان این فیلم از ترانه هیت ۱۹۴۱ به همین نام توسط وان مونرو سرچشمه گرفته‌است.